# Фэрфакс, Чарльз
Сэр Чарльз Фэ́рфакс (англ. Sir Charles Fairfax, fl. 1604) — английский офицер, участник Восьмидесятилетней войны.

## Биография
Чарльз Фэрфакс родился в поместье Дентон, в Северном Йоркшире, предположительно в 1567 году. Он был четвёртым сыном Томаса Фэрфакса из Дентона и Апплтона. Через своего старшего брата Томаса, ставшего в 1627 году 1-м лордом Фэрфаксом в Кэмероне, Чарльз приходится двоюродным дедом знаменитому генералу времён Английской революции, реформатору парламентской армии, Томасу Фэрфаксу.
Чарльз Фэрфакс был ещё совсем молодым человеком, когда, в самом начале Англо-Испанской войны, вместе со своим старшим братом попал в отряд сэра Фрэнсиса Вера, отправленного для действий против испанцев на территорию союзных Голландских штатов. Многие годы, в тяжёлых боях и кампаниях, Чарльз Фэрфакс проявлял выдающиеся храбрость и достоинство, был посвящён в рыцари и произведён в офицеры.
В июле 1600, в битве у Ньивпорта, в самый решительный момент боя, когда передовые роты, не выдержав натиска, уступили позицию, офицер Чарльз Фэрфакс во главе своего отряда бросился навстречу наступавшим. Вместе с подоспевшим ему на помощь командиром, полковником сэром Горацио Вером, англичане сумели остановить испанцев и начать контратаку. «Вы только посмотрите, — воскликнул видевший их главнокомандующий, — англичане перенаправили заряд!».
В следующем году Чарльз Фэрфакс был в числе героического гарнизона, оборонявшего крепость Остенде. В декабре 1601, когда испанцы подорвали одну из внешних стен города и воодушевлённо бросились в брешь, оказалось, что храбрость Фэрфакса защищает город не хуже иной крепостной стены. Перестроившись, гарнизону удалось удержать крепость, несмотря на брешь.
Затем испанцы тщательно готовились к генеральному штурму. Когда всё было готово, неожиданно они получили предложение о переговорах. Потребовались заложники, и одним из двух офицеров, отправившихся в лагерь Альбрехта VII, был сэр Чарльз. Переговоры затеял комендант Остенде Френсис Вер, желавший выиграть несколько дней на укрепление крепости. Поскольку никто о его уловке не догадывался, заложникам пришлось поволноваться, пока он тянул время. В конце концов, когда прохудившийся палисад был укреплён, а в гавань Остенде вошли ещё пять кораблей с боеприпасами, Френсис Вер предложил испанцам не сдать город, как они ожидали, а снять осаду.
В ответ, в середине января 1602, последовал самый отчаянный приступ испанцев, во время которого сэр Чарльз командовал одной из 12 поредевших английских рот (в некоторых было по 10-12 солдат). Они защищали укрепление, прозванное Песчаный холм. Как выяснилось, именно сюда испанцы направили главный удар. Штурм начался ночью, после 12-часовой артподготовки. Трижды испанцы взбирались на холм: «Ни один из них не успевал добраться до вершины без дырки в голове или бегства». Подножие холма наполнилось телами атаковавших, вперемежку со сломанными лестницами, секирами и треснувшими щитами. Все укрепления пылали. Было жарко и светло, как днём. Защитники развевали по ветру специально собранный для этого пепел, слепивший нападавших, бросали зажигательные бочки с маслом и гранаты, хладнокровно разряжали мушкеты, подпуская атакующих максимально близко. Когда Френсис Вер приказал открыть шлюз, и на осаждающих хлынула вода, испанцы отступили, оставив более 2 000 убитых. Победа была полная. Защитники потеряли 30 человек, 100 было ранено. Среди раненых был и сэр Чарльз, получивший «тяжёлое ранение в руку».
В некоей «Корреспонденции Фэрфакса» утверждалось, что в этом бою Чарльз Фэрфакс погиб. — Будто бы ему в лицо со страшной силой угодил осколок черепа французского маршала, которого рядом с ним разнесло ядром. На это биограф замечает, что никакого французского маршала в Остенде не было, заодно ссылается на письмо Чарльза Фэрфакса к графу Нортумберлендскому от 14 июля 1604 года, в котором Фэрфакс описывает своё ранение в этом бою, своё дальнейшее участие в славном рейде под Дамме и в осаде Слёйса (лето 1604) и своё возвращение в Остенде, где ему поручили командование английской частью гарнизона.
Дальнейшая судьба сэра Чарльза Фэрфакса неизвестна. Остенде пал 24 сентября 1604 года.